# 新畿內亞極樂鳥
新畿內亞極樂鳥（學名Paradisaea raggiana），又名紅羽極樂鳥或紅羽天堂鳥，是一種大型的極樂鳥。它們分佈在新畿內亞南部及東北部。在D·艾拔提斯（Luigi Maria D'Albertis）要求下，取了為紀念熱那亞侯爵Francis Raggi的學名。
新畿內亞極樂鳥是巴布亞新畿內亞的國鳥。它們於1971年就已經被作為該國的國徽及包含在國旗之內。

## 特徵
新畿內亞極樂鳥長34厘米，身體呈栗紅危，喙呈灰藍色，虹膜呈黃色，腳呈灰褐色。雄鳥的冠是黃色的，喉嚨呈翠綠色，上胸部呈黑色。它們尾巴上有一對黑色的長羽毛，兩側的羽毛也很大。雌鳥的色彩較為單調，兩側羽毛呈紅至橙色。指名亞種的P. r. raggiana的羽毛呈深紅色，而東北部的P. r. augustavictoriae則呈橙色。

## 行為

### 食性
新畿內亞極樂鳥主要吃果實及節肢動物。它們可以幫助散播種子。

### 繁殖
新畿內亞極樂鳥是多配偶制的。雄鳥是聚集在30-100米直徑的求偶場。雄鳥會爭先留在主要的高樹上，並防範其他雄鳥。雄鳥會拍動雙翼及搖頭來示愛。鳥巢呈碗狀，由葉子、莖、蕨類及其他植物纖維築成。它們會把鳥巢築在地面上2-11米高的樹枝上，若會受到人類騷擾的地方則會築得更高。雌鳥每次會生1-2隻蛋，蛋呈粉紅色。孵化期為18-20日，只有雌鳥會負責孵化。

## 保育狀況
新畿內亞極樂鳥廣泛分佈在新畿內亞東部的熱帶森林內，世界自然保護聯盟將它們列為無危。它們也受到《瀕危野生動植物種國際貿易公約》附錄二的保護。雖然它們的羽毛經常被當地人採集作為典禮之用，但對於它們的生存並不構成威脅。

## 外部連結
- BirdLife Species Factsheet （页面存档备份，存于）
- Internet Bird Collection （页面存档备份，存于）